# 伊琳娜·多夫漢
伊琳娜·沃洛迪米里芙娜·多夫漢（羅馬化：Iryna Volodymyrivna Dovhan；1962年—），烏克蘭活動家，來自頓涅茨克州亞西努瓦塔。2014年2月，頓巴斯戰爭爆發，多夫漢作為頓涅茨克當地親烏派的一員，她不時將物資捐獻給予在當地作戰的烏克蘭士兵。同年8月，多夫漢遭到俄羅斯極端武裝東方旅人員綁架、虐待、公開羞辱及恐嚇，指控多夫漢為烏政府從事間諜活動，辱罵她是個「法西斯」並逼迫她行納粹禮。後來經過在多名記者報導及促請後，多夫漢獲釋，此事件也得到了聯合國人權監察者的注意。其後，她遷往烏軍控制區馬里烏波爾居住。